# Kulspränggranat

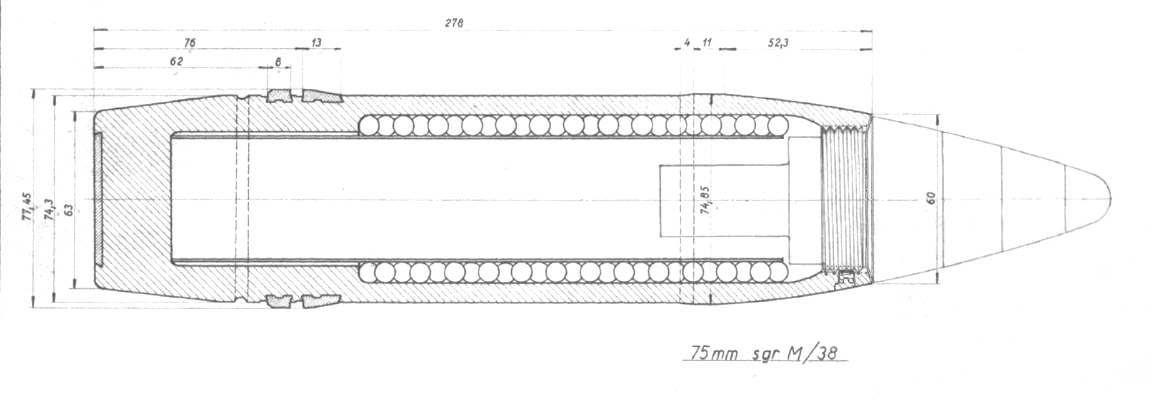
Ritning för "75 mm spränggranat m/38", en tidig svensk kulspränggranat till "75 mm skarp patron m/05" (75 × 603 mm R), samt "75 mm skarp patron m/30" (75 × 546 mm R), här apterad med "spetstidrör m/37 urverksrör" (stidr m/37 urv).

Kulspränggranat, kort kulsgr (engelska: Pre-Fragmented, High Explosive, kort PFHE), är en typ av brisansgranat som utformats för att huvudsakligen ge splitterverkan, men även viss stötverkan. I likhet med vanliga spränggranater består de huvudsakligen av en granatkropp i stål försedd med sprängladdning, med skillnaden att sprängladdningen fodrats med metallkulor (hagel) av t.ex. stål eller volframlegering som packats utefter granatkroppens insida, därav namnet "kul-spräng-granat".
Vid funktion gör sprängladdningens detonation att kulorna skjuts iväg med hög hastighet i en dödlig sfär utanför räckvidden för granatkroppens splitter. Kulspränggranater har därför större verkanzon än vanliga spränggranater, vilket är användbart vid luftbrisad där direktträff inte eftersträvas.

## Historia

### Förepok
Idén att skapa granater med större fokus på splitterverkan än stötverkan är inte ny. Redan under slutet av 1800-talet fanns så kallat "enkelgranater", vilka hade för avsikt att verka huvudsakligen genom sina "sprängbitar", det vi idag kallar splitter. Granatkroppen var därför tillverkad med tjockt hölje av mindre motståndskraftigt material så att den lätt sprack sönder till splitter vid detonation. En modifikation av enkelgranaten för ytterligare splitterverkan fanns även under samma period, den så kallade "ringgranaten", som vid tillverkningen är sammanbyggd av en mängd olika förfragmenterade delar uppbyggda i ringar, med ändamål att vid anslaget underlätta och öka splitterverkan, inte helt olikt den senare kulspränggranaten.

### Sverige
Kulspränggranaten i modern mening började förekomma runt början av 1900-talet. I Sverige börjar de första exemplen förekomma i tjänstemateriel från slutet av mellankrigstiden. Ursprungligen saknade typen ett eget namn och kallades då enbart "spränggranat", ibland med tillägget "spränggranat med stålkulor", etc. Svenska krigsmaktens märkning för sådan ammunition hade ursprungligen sammansättningsbokstaven "S" (för "stålkulor"), vilket även användes på granatkartescher. I och med "TL B nr 15/1942" (Tjänstemeddelande rörande lantförsvaret, serie B, nummer 15 1942) uppdaterades målning och märkning av ammunition, varav spränggranater med stålkulor fick ny märkning i form av sammansättningsbokstäverna "ST" för stålkulor. Granatkartescher fick istället sin typförkortning "GRKT" som sammansättningsmärke. Först på 1970-talet fick spränggranater med kulsprängladdning en egen svensk benämning i form av "kulspränggranat".

### Svensk utveckling av mellankalibriga (40–57 mm) kulspränggranater
Under lång tid från introduktionen av kulspränggranaten under början av 1900-talet, producerades kulspränggranater främst för grovkalibriga vapen (60+ mm), med anledning av produktionskostnad, tekniktillgänglighet och verkan. Då kulspränggranater främst avses verka genom luftbrisad fanns det länge ingen anledningen att utveckla kulspränggranater för mellankalibriga vapen, eftersom dessa främst är av helautomatisk luftvärnsnatur, varav de tändrör som krävs för luftbrisad: tidrör och zonrör, ej varit praktiska eller möjliga att producera för sådana vapensystem. Traditionella tidrör behöver tempereras (tidsinställas) manuellt och är därför inte praktiska för ett luftvärnsvapen ämnat att skjuta flera granater per sekund i ett slutet system, eftersom sådant skulle kräva ett dyrt och komplex inbyggt tempereringssystem, kopplat till ett eldledningssystem som konstant mäter in målavståndet, etc. Zonrör löser problemen med tidrör eftersom de enbart behöver komma inom viss räckvidd från målet för att orsaka luftbrisad. Zonrör introducerades dock först under andra världskriget och var till en början alldeles för stora för mellankalibriga vapen, främst utvecklade för användning hos grovkalibrigt sjöartilleri och jaktraketer. Utvecklingen av kulspränggranater för mellankalibriga vapen kom därför inledningsvis att dikteras av zonrörens storleksutveckling.
Insatser för att ta fram zonrör med dimensioner för mellankalibriga vapen påbörjades i Sverige under 1950-talet och leddes bland annat av svenska marinen. Konstruktion åtogs av AB Bofors och en konstruktion för 57 mm automatkanon m/50 kunde tas i bruk 1965, betecknad "zonar m/64 lv 57" (zonanslagsrör), inledningsvis apterad för den existerande spränggranaten "57 mm sgr m/50Z". Under samma period (1964–1965) pågick även utprovning av zonrör i kaliber 40 mm vid Bofors skjutfält. Efter introduktionen av 57 mm zonrör blev det aktuellt att utveckla en ordentlig kulspränggranat i denna kaliber. Sådan konstruktion introducerades 1970 för Bofors 57 mm sjöautomatkanon L/70, och betecknades "57 mm kulspränggranat m/70Z zar" med "zonanslagsrör m/70(V) lv 57" i Sverige.
Introduktionen av 40 mm zonrör tog tid och lanserades först 1975, då tillsammans med en ändamålskonstruerad kulspränggranat i 40 mm kaliber för Bofors 40 mm automatkanon L/70. Detta blev den första generationens kulspränggranat i 40 mm kaliber och granaten demonstrerades tillsammans med det system som senare blev "Bofors 40 mm L/70 BOFI". Granatens träffsäkerhet och verkan mot luftmål visade sig avsevärt betydelsefull mot framtidens hotbilder, såsom robotar och attackhelikoptrar, utöver vanligt attackflyg, vilket resulterade i förnyat importintresse för Bofors 40 mm L/70-pjäs och påbörjade en renässans för Bofors 40 mm luftvärnssystem. Under exportnamnet "Bofors 40 mm L/70 PFHE Mk 1" (Pre-Fragmented, High Explosive Mark 1) kom granaten att levereras i över en miljon exemplar till kunder i över 30 olika länder. I Sverige fick den beteckningen "40 mm kulspränggranat m/75 Z" med "zonanslagsrör m/75 lv 40".
Utvecklingen gick snabbt och 1983 introducerades en uppföljare till Bofors 40 mm PFHE Mk 1 med förbättrad konstruktion, betecknad "Bofors 40 mm L/70 PFHE Mk 2", vilken hade en mer aerodynamisk "granathylsa" (granatkropp) för högre utgångshastighet och räckvidd, samt ett förbättrat zonrör mer effektivt mot inkommande robotar. Även denna såg lyckad export och 1989 presenterades en vidareutvecklad variant med programmerbart tändrör, avsedd för luftvärnssystemet "Bofors 40 mm L/70 Trinity", senare benämnd "Bofors 3P" (engelska: Prefragmented, Programmable, Proximity-fuzed, "förfragmenterad, programmerbar, zonrörsapterad"), vilken har tillverkats i både kaliber 40 mm och 57 mm och används av flera stormakter, däribland USA:s flotta.